# 勒蓬图
勒蓬图（法語：Le Ponthou，法語發音：[lə pɔ̃tu]）是法国菲尼斯泰尔省的一个旧市镇，位于该省东北部，属于莫尔莱区。2019年，勒蓬图并入市镇普卢伊尼欧。

## 地理
勒蓬图（48°33'55"N, 3°38'17"W）面积1.34 平方千米，位于法国布列塔尼大區菲尼斯泰尔省，该省份为法国最西部的省份，位于布列塔尼半岛西部，北西南三面环大西洋，东临阿摩尔滨海省和莫尔比昂省。
与勒蓬图接壤的市镇（或旧市镇、城区）包括：普卢埃加特穆瓦桑、博措雷勒、普卢伊尼欧。

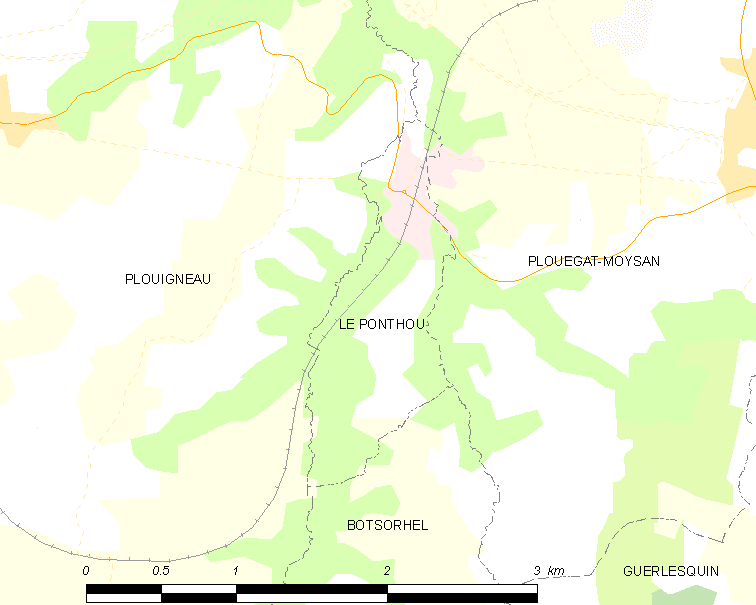
勒蓬图的OSM定位图

勒蓬图的时区为UTC+01:00、UTC+02:00（夏令时）。

## 行政
勒蓬图的邮政编码为29650，INSEE市镇编码为29219。

## 政治
勒蓬图所属的省级选区为普卢伊尼欧县。

## 人口

1962-2008年间勒蓬图人口变化图示

勒蓬图于2018年1月1日时的人口数量为179人。